# Gaspar Gibert
†Girona, 17-X-1713. Mestre de capella. Civil assenyala que Gaspar Gibert va substituir en el seu càrrec al mestre de capella José Gaz quan aquest es jubilà el 7 de gener de 1702, però el seu pas per la direcció de la capella de la catedral gironina va ser mínim, ja que morí poc després de l'any i mig. Després de la seva mort es van convocar oposicions a les quals van acudir els mestres Salvador Campeny, José Caragol i Rafael Camps. Arribada la votació, va ser elegit per majoria de vots el primer, que va desaparèixer de Girona passat un mes. Després d'una nova convocatòria fou elegit el pare Antoni Gaudí.